# Mastocytoza
Mastocytoza – choroba spowodowana patologiczną proliferacją komórek tucznych (mastocytów). Rozróżnia się mastocytozę skórną, kiedy mastocyty gromadzą się tylko w skórze, oraz mastocytozę układową, łączącą się z rozrostem komórek tucznych w jednym lub kilku organach, np. w szpiku.

## Objawy
- bóle brzucha
- reakcje anafilaktyczne
- zmiany skórne

## Diagnostyka
Procedury diagnostyczne:
- biopsja skóry lub innego zaatakowanego narządu (w tym szpiku kostnego)
- badania krwi: morfologia z rozmazem, koagulogram, badania biochemiczne (tzw. panel wątrobowy), oznaczenie poziomu tryptazy w surowicy krwi
- USG jamy brzusznej
- badanie radiologiczne kości

Określenie antygenów CD2 i CD25 w komórkach szpiku.

## Klasyfikacja ICD10
| kod ICD10     | nazwa choroby                                                               |
| ------------- | --------------------------------------------------------------------------- |
| ICD-10: Q82.2 | Pokrzywka barwnikowa                                                        |
| ICD-10: C94.3 | Białaczka z komórek tucznych                                                |
| ICD-10: D47.0 | Guzy z histiocytów i komórek tucznych o niepewnym lub nieznanym charakterze |